# Eleições autárquicas portuguesas de 1976 no distrito de Bragança
| Eleições autárquicas portuguesas de 1976 Distritos: Aveiro \| Beja \| Braga \| Bragança \| Castelo Branco \| Coimbra \| Évora \| Faro \| Guarda \| Leiria \| Lisboa \| Portalegre \| Porto \| Santarém \| Setúbal \| Viana do Castelo \| Vila Real \| Viseu \| Açores \| Madeira |

## Resultados por concelho
Os resultados nos concelhos do distrito de Bragança foram os seguintes:

### Alfândega da Fé
| Partido                 | Partido                     | Votos | %               | Vereadores |
| ----------------------- | --------------------------- | ----- | --------------- | ---------- |
|                         | Centro Democrático Social   | 2 167 | 65,61 / 100,00  | 4 / 5      |
|                         | Partido Socialista          | 754   | 22,83 / 100,00  | 1 / 5      |
|                         | Frente Eleitoral Povo Unido | 257   | 7,78 / 100,00   | 0 / 5      |
| Votos Inválidos         | Votos Inválidos             | 125   | 3,78 / 100,00   |            |
| Total                   | Total                       | 3 303 | 100,00 / 100,00 | 5 / 5      |
| Eleitorado/Participação | Eleitorado/Participação     | 5 567 | 59,33 / 100,00  |            |

### Bragança
| Partido                 | Partido                     | Votos  | %               | Vereadores |
| ----------------------- | --------------------------- | ------ | --------------- | ---------- |
|                         | Partido Social Democrata    | 5 782  | 43,41 / 100,00  | 3 / 7      |
|                         | Centro Democrático Social   | 3 169  | 23,79 / 100,00  | 2 / 7      |
|                         | Partido Socialista          | 2 961  | 22,23 / 100,00  | 2 / 7      |
|                         | Frente Eleitoral Povo Unido | 774    | 5,81 / 100,00   | 0 / 7      |
| Votos Inválidos         | Votos Inválidos             | 633    | 4,76 / 100,00   |            |
| Total                   | Total                       | 13 319 | 100,00 / 100,00 | 7 / 7      |
| Eleitorado/Participação | Eleitorado/Participação     | 23 195 | 57,42 / 100,00  |            |

### Carrazeda de Ansiães
| Partido                 | Partido                     | Votos | %               | Vereadores |
| ----------------------- | --------------------------- | ----- | --------------- | ---------- |
|                         | Centro Democrático Social   | 1 374 | 32,90 / 100,00  | 2 / 5      |
|                         | Partido Social Democrata    | 1 256 | 30,08 / 100,00  | 2 / 5      |
|                         | Partido Socialista          | 1 203 | 28,81 / 100,00  | 1 / 5      |
|                         | Frente Eleitoral Povo Unido | 99    | 2,37 / 100,00   | 0 / 5      |
| Votos Inválidos         | Votos Inválidos             | 183   | 5,84 / 100,00   |            |
| Total                   | Total                       | 4 176 | 100,00 / 100,00 | 5 / 5      |
| Eleitorado/Participação | Eleitorado/Participação     | 7 634 | 54,70 / 100,00  |            |

### Freixo de Espada à Cinta
| Partido                 | Partido                     | Votos | %               | Vereadores |
| ----------------------- | --------------------------- | ----- | --------------- | ---------- |
|                         | Partido Social Democrata    | 1 045 | 47,59 / 100,00  | 3 / 5      |
|                         | Partido Socialista          | 740   | 33,70 / 100,00  | 2 / 5      |
|                         | Frente Eleitoral Povo Unido | 230   | 10,47 / 100,00  | 0 / 5      |
| Votos Inválidos         | Votos Inválidos             | 181   | 8,25 / 100,00   |            |
| Total                   | Total                       | 2 196 | 100,00 / 100,00 | 5 / 5      |
| Eleitorado/Participação | Eleitorado/Participação     | 4 101 | 53,55 / 100,00  |            |

### Macedo de Cavaleiros
| Partido                 | Partido                     | Votos  | %               | Vereadores |
| ----------------------- | --------------------------- | ------ | --------------- | ---------- |
|                         | Partido Social Democrata    | 4 289  | 52,19 / 100,00  | 4 / 7      |
|                         | Centro Democrático Social   | 1 946  | 23,68 / 100,00  | 2 / 7      |
|                         | Partido Socialista          | 1 224  | 14,89 / 100,00  | 1 / 7      |
|                         | Frente Eleitoral Povo Unido | 308    | 3,75 / 100,00   | 0 / 7      |
| Votos Inválidos         | Votos Inválidos             | 451    | 5,49 / 100,00   |            |
| Total                   | Total                       | 8 218  | 100,00 / 100,00 | 7 / 7      |
| Eleitorado/Participação | Eleitorado/Participação     | 13 514 | 60,81 / 100,00  |            |

### Miranda do Douro
| Partido                 | Partido                     | Votos | %               | Vereadores |
| ----------------------- | --------------------------- | ----- | --------------- | ---------- |
|                         | Centro Democrático Social   | 1 144 | 35,74 / 100,00  | 2 / 5      |
|                         | Partido Socialista          | 1 064 | 33,24 / 100,00  | 2 / 5      |
|                         | Partido Social Democrata    | 598   | 18,68 / 100,00  | 1 / 5      |
|                         | Frente Eleitoral Povo Unido | 129   | 4,03 / 100,00   | 0 / 5      |
| Votos Inválidos         | Votos Inválidos             | 266   | 8,31 / 100,00   |            |
| Total                   | Total                       | 3 201 | 100,00 / 100,00 | 5 / 5      |
| Eleitorado/Participação | Eleitorado/Participação     | 6 832 | 46,85 / 100,00  |            |

### Mirandela
| Partido                 | Partido                     | Votos  | %               | Vereadores |
| ----------------------- | --------------------------- | ------ | --------------- | ---------- |
|                         | Centro Democrático Social   | 3 297  | 31,67 / 100,00  | 3 / 7      |
|                         | Partido Social Democrata    | 3 119  | 29,96 / 100,00  | 2 / 7      |
|                         | Partido Socialista          | 2 714  | 26,07 / 100,00  | 2 / 7      |
|                         | Frente Eleitoral Povo Unido | 787    | 7,56 / 100,00   | 0 / 7      |
| Votos Inválidos         | Votos Inválidos             | 495    | 4,75 / 100,00   |            |
| Total                   | Total                       | 10 412 | 100,00 / 100,00 | 7 / 7      |
| Eleitorado/Participação | Eleitorado/Participação     | 17 735 | 58,71 / 100,00  |            |

### Mogadouro
| Partido                 | Partido                     | Votos | %               | Vereadores |
| ----------------------- | --------------------------- | ----- | --------------- | ---------- |
|                         | Partido Social Democrata    | 3 214 | 57,25 / 100,00  | 3 / 5      |
|                         | Centro Democrático Social   | 986   | 17,56 / 100,00  | 1 / 5      |
|                         | Partido Socialista          | 952   | 16,96 / 100,00  | 1 / 5      |
|                         | Frente Eleitoral Povo Unido | 241   | 4,29 / 100,00   | 0 / 5      |
| Votos Inválidos         | Votos Inválidos             | 221   | 3,93 / 100,00   |            |
| Total                   | Total                       | 5 614 | 100,00 / 100,00 | 5 / 5      |
| Eleitorado/Participação | Eleitorado/Participação     | 9 915 | 56,62 / 100,00  |            |

### Torre de Moncorvo
| Partido                 | Partido                     | Votos | %               | Vereadores |
| ----------------------- | --------------------------- | ----- | --------------- | ---------- |
|                         | Partido Socialista          | 1 577 | 31,94 / 100,00  | 2 / 5      |
|                         | Partido Social Democrata    | 1 503 | 30,44 / 100,00  | 2 / 5      |
|                         | Centro Democrático Social   | 1 324 | 26,82 / 100,00  | 1 / 5      |
|                         | Frente Eleitoral Povo Unido | 185   | 3,75 / 100,00   | 0 / 5      |
| Votos Inválidos         | Votos Inválidos             | 348   | 7,05 / 100,00   |            |
| Total                   | Total                       | 4 937 | 100,00 / 100,00 | 5 / 5      |
| Eleitorado/Participação | Eleitorado/Participação     | 9 789 | 50,43 / 100,00  |            |

### Vila Flor
| Partido                 | Partido                     | Votos | %               | Vereadores |
| ----------------------- | --------------------------- | ----- | --------------- | ---------- |
|                         | Partido Social Democrata    | 1 528 | 39,95 / 100,00  | 2 / 5      |
|                         | Frente Eleitoral Povo Unido | 768   | 20,08 / 100,00  | 1 / 5      |
|                         | Partido Socialista          | 688   | 17,99 / 100,00  | 1 / 5      |
|                         | Centro Democrático Social   | 620   | 16,21 / 100,00  | 1 / 5      |
| Votos Inválidos         | Votos Inválidos             | 221   | 5,78 / 100,00   |            |
| Total                   | Total                       | 3 825 | 100,00 / 100,00 | 5 / 5      |
| Eleitorado/Participação | Eleitorado/Participação     | 6 228 | 61,42 / 100,00  |            |

### Vimioso
| Partido                 | Partido                     | Votos | %               | Vereadores |
| ----------------------- | --------------------------- | ----- | --------------- | ---------- |
|                         | Partido Social Democrata    | 1 395 | 47,92 / 100,00  | 3 / 5      |
|                         | Partido Socialista          | 1 119 | 38,44 / 100,00  | 2 / 5      |
|                         | Frente Eleitoral Povo Unido | 116   | 3,98 / 100,00   | 0 / 5      |
| Votos Inválidos         | Votos Inválidos             | 281   | 9,65 / 100,00   |            |
| Total                   | Total                       | 2 911 | 100,00 / 100,00 | 5 / 5      |
| Eleitorado/Participação | Eleitorado/Participação     | 5 411 | 53,80 / 100,00  |            |

### Vinhais
| Partido                 | Partido                     | Votos  | %               | Vereadores |
| ----------------------- | --------------------------- | ------ | --------------- | ---------- |
|                         | Centro Democrático Social   | 2 281  | 40,27 / 100,00  | 3 / 7      |
|                         | Partido Socialista          | 1 516  | 26,77 / 100,00  | 2 / 7      |
|                         | Partido Social Democrata    | 1 159  | 20,46 / 100,00  | 2 / 7      |
|                         | Frente Eleitoral Povo Unido | 302    | 5,33 / 100,00   | 0 / 7      |
| Votos Inválidos         | Votos Inválidos             | 406    | 7,17 / 100,00   |            |
| Total                   | Total                       | 5 664  | 100,00 / 100,00 | 7 / 7      |
| Eleitorado/Participação | Eleitorado/Participação     | 11 105 | 51,00 / 100,00  |            |